# Alejandro Olalia
Alejandro Ayson Olalia (* 26. Februar 1913 in Bacolor, Pampanga; † 2. Januar 1973) war ein philippinischer römisch-katholischer Geistlicher, der zwischen 1972 und 1973 erster Erzbischof von Lipa war.

## Leben

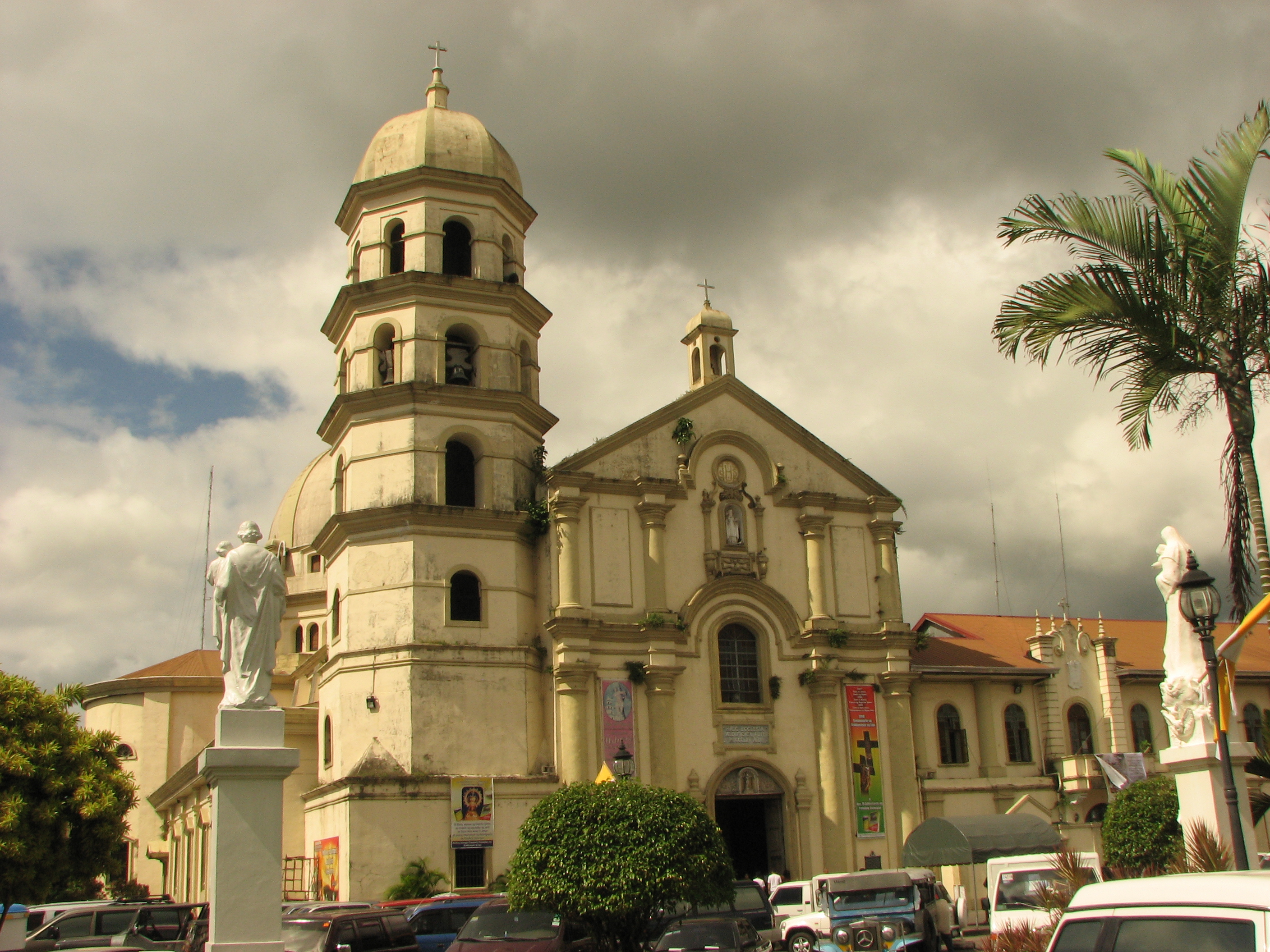
Die Kathedrale San Sebastian in Lipa City, Sitz des Erzbischofs von Lipa.

Alejandro Ayson Olalia empfing am 23. März 1940 die Priesterweihe und war danach als Priester tätig. Am 14. Mai 1949 wurde er Koadjutor-Bischof des Bistums Tuguegarao und zugleich als Nachfolger von Basil Takach zum Titularbischof von Zela ernannt. Als solcher empfing er am 25. Juli 1949 von Constancio Jurgens CICM, dem Bischof von Tuguegarao, die Bischofsweihe, an der der Titularbischof von Barca Rufino Jiao Santos und der Bischof von San Fernando Cesare Marie Guerrero als Co-Konsekratoren teilnahmen.
Als Nachfolger von Constancio Jurgens wurde Olalia am 6. Mai 1950 zum Bischof von Tuguegarao und bekleidete dieses Amt bis zum 28. Dezember 1953, woraufhin Teodulfo Sabugai Domingo erst am 29. April 1957 seine Nachfolge antrat. Er selbst löste am 28. Dezember 1953 den am 25. Februar 1951 emeritierten Alfredo Verzosa y Florentin als Bischof von Lipa ab. In dieser Zeit war er während der ersten Sitzungsperiode (11. Oktober bis 8. Dezember 1962) sowie der zweiten Sitzungsperiode (29. September bis 4. Dezember 1963) Konzilsvater des Zweiten Vatikanischen Konzils. Nach der Erhebung zum Erzbistum wurde er schließlich am 20. Juni 1972 erster Erzbischof von Lipa und hatte dieses Amt allerdings nur ein knappes halbes Jahr bis zu seinem Tode am 2. Januar 1973 inne. Seine Nachfolge trat daraufhin am 22. August 1973 Ricardo J. Vidal an.
Als Bischof wirkte Alejandro Olalia als Co-Konsekrator an den Bischofsweihen von Vicente P. Reyes (24. August 1950), Peregrin de la Fuente Néstar OP (29. September 1951), Patrick Harmon Shanley OCD (17. März 1953), Hernando Antiporda (28. Oktober 1954), Emilio Cinense y Abera (11. Mai 1957) und Teodulfo Sabugai Domingo (2. Juli 1957) mit. Er spendete zudem die Priesterweihen von Severino Pelayo (23. März 1958) sowie Gaudencio Rosales (23. März 1958).